# Zamiaceae

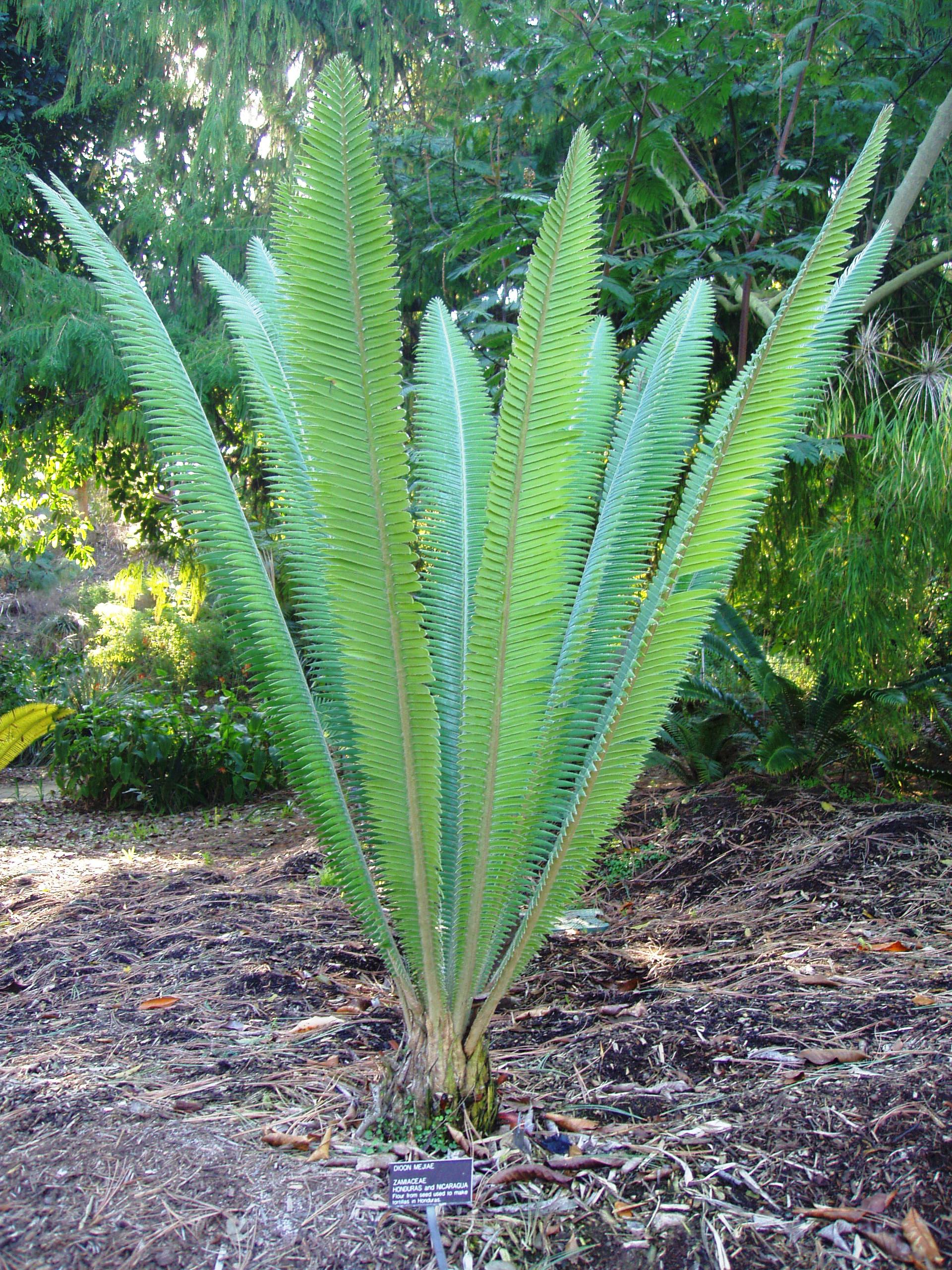
Dioon mejae, kort stam.

Zamiaväxter (Zamiaceae) är en av tre familjer i divisionen Kottepalmer. Inom familjen zamiaväxter finns åtta släkten (ibland räknas nio), vilka är Encephalartos, Dioon, Macrozamia, Lepidozamia, Ceratozamia, Microcycas, Zamia samt Chigua. Sammanlagt omfattar Zamiaväxter 126 arter. Alla är långsamväxande vedartade med en ovanjordisk (ibland underjordisk) stam. Bladen är parbladigt sammansatta och bladflikarna är parallellnerviga.
Liksom andra kottepalmer har de makrosporofyll (blad som bär honor) och mikrosporofyll (blad som bär hannar). Mikrosporofyllen är samlade i täta kottar, en eller flera på varje stam. Markosporofyllen är sköldformiga och sitter också de samlade i kottar (till skillnad från Cycas). Dessa honkottar kan bli mycket stora, upp till 60 cm långa och 45 kg tunga. Fröna som bildas i dessa kottar är ofta röda och har ett köttigt yttre lager som lockar djur. Det är dock inte fråga om en frukt, eftersom sådana bara finns hos blomväxter.
Zamiaväxter bildar korta, korallformiga rötter i jordytan. Dessa innehåller symbiontiska cyanobakterier som fixerar kväve från luften. Detta är utbrett hos alla kottepalmer. Alla kottepalmer, inklusive Zamiaväxterna, är giftiga.

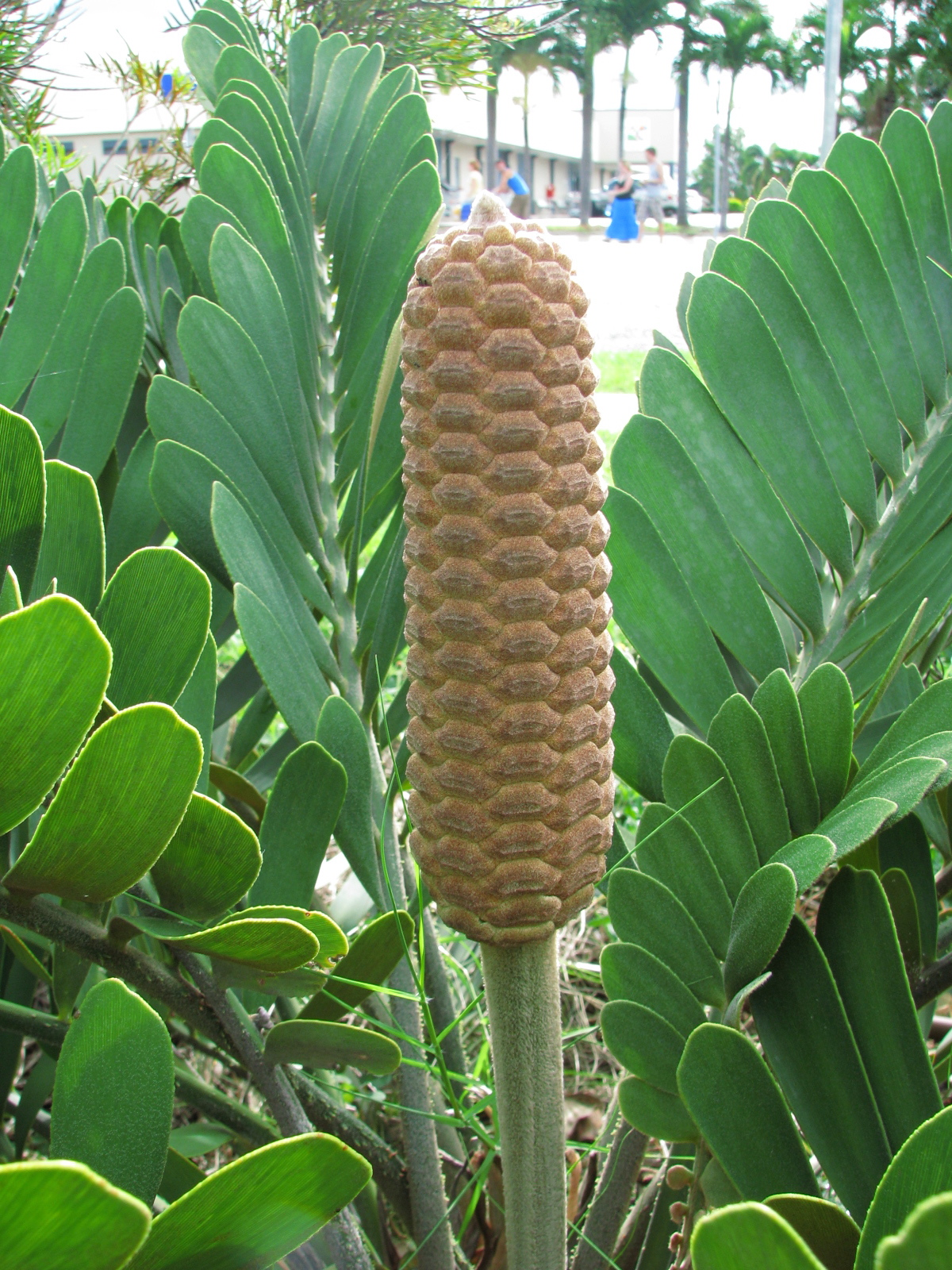
Honkotte hos Zamia furfuracea

## Släkten i Zamiaväxter
- Encephalartos finns uteslutande i Afrika. Sydafrika har de flesta av de 46 arterna. Hos släktet Encephalartos är alla arterna xerofyter med hårda och stickande blad.  I sydöstra Afrika återfinns Encephalartos altensteinii som inte är ovanlig i växthus.

- Dioon finns i Mexiko, förutom en art som finns i Honduras och Nicaragua. Släktet Dioon har 3 kvarvarande arter och de återfinns i mellersta och södra Mexiko. Dioon edule har ätliga frön.

- Macrozamia har 15 arter i Australien. Arterna i Macrozamia växer i östra Australien. Några av dessa har mycket förlängda stammar. Macrozamia hopei som växer i Queensland blir ända upp till 18 meter hög och är därmed den största av alla cykadéer. Macrozamia hopei  har precis som Dioon ätliga frön men bladen hos denna jättecykadée är giftiga.

- Lepidozamia finns i Australien.

- Ceratozamia finns i Mellanamerika, med 3 kvarvarande arter som växer i sydöstra Mexiko. Ceratozamia mexicana är en av dessa arter.

- Microcycas, som består av en enda art, finns i västra Kuba.

- Zamia finns i USA, Västindien, Mellanamerika och Sydamerika, dit hör Zamia furfuracea som man ibland ser i vanliga växtbutiker i Sverige. Släktet Zamia är betydligt artrikare med upp till trettio olika arter vilka alla växer i tropiska Amerika. Var man finner Zamia floridana syns i artnamnet.

- Chigua som består av två arter finns i Colombia.

- Bowenia består av två arter i Queensland. De har upprepat parflikiga blad.